# Ture Hagelthorn
Karl Ture Gustaf Hagelthorn, född 26 juni 1878 i Kroppa församling, Värmlands län, död 4 oktober 1958 i Österslöv, var en svensk väg- och vattenbyggnadsingenjör. 
Hagelthorn avlade mogenhetsexamen i Stockholm 1897 och utexaminerades från Kungliga Tekniska högskolan 1901. Han var biträde vid undersökningar för Mälarens reglering 1901–1903 och sedan biträde hos flottledsingenjör i Luleå 1903–1904, posthavande ingenjör vid Kristinehamns stads vatten- och avloppsledningsanläggningar 1904–1906, anställd vid Allmänna ingeniörsbyrån (Helge Torulf) i Stockholm 1906–1907, arbetschef för Askersunds stads vattenledningsanläggningar 1907–1908, tillförordnad byggnadschef i Hudiksvalls stad 1908–1909, blev stadsingenjör där 1910 Efter en tid i Arboga blev han stadsingenjör i Kristianstads stad 1918. 1 oktober 1920 blev han tillförordnad stadsingenjör i Malmö.1921 sökte han  tjänsten som stadsingenjör i Malmö men fick inte tjänsten. Han stannade sedan kvar på tjänsten i Kristianstad till sin pensionering. i dödsrunan skrev Arbetet den 7 oktober 1958 att förre stadsingenjören Thure Hagelthorn, Ekestad har avlidit vid 80 års ålder. Han pensionerades 1943 från sin tjänst som stadsingenjör i Kristianstad.  Han är gravsatt på Nyeds kyrkogård i hustruns familjegrav.

## Hagelthorns verksamhet i Kristianstad
Hagelthorns verksamma tid i Kristianstad sammanföll med den första expansionen utanför Söder och Östermalm. Han medverkade i ombyggnad av vattenverket, och infartsvägarna till Kristianstad anpassades för tyngre biltrafik. Först den norra infarten och sedan den västra då Långebro byggdes om 1932. Helgeån orsakade två större översvämningar 1920 och 1928 och som stadsingenjör i Kristianstad var vattenfrågorna och Helge å ständiga frågor i stadsfullmäktige i Kristianstad. Han var en flitig föredragshållare i staden i olika tekniska ämnen som radio, fastighetsfrågor och även historiska ämnen.
Under 1921 arbetade han med ett förslag till bättre rening av dricksvattnet vid vattenverket i Kristianstad.1923 ledde han ett arbete med att stensätta norra infartsvägen från Rödaled till Kristianstad. Arbete pågick med några kortare uppehåll i mer än ett år.  Hagelthorns utredning På vilka villkor kan Kristianstad skyddas mot översvämningar presenterades den 19 maj 1924 i Arbetet. Utredningen blev slutet för visionen om att få en förbindelse som skulle föra havet till Kristianstad och Hagelthorn utredning slutade på en kostnad på 870 000 kr med stor osäkerhet i siffrorna på grund av saknade fakta och utredningar. Hagelthorn menade att det fanns billigare sätt att motverka översvämningar med vallar och en ny pumpstation vid lastageplatsen. Efter den stora översvämningen 1928 byggdes pumpstationen vid södra kanalens utlopp i Helge å. Samtidigt förstärktes Hammarsjövallen med stenskoning och höjdes med en cementmur på toppen. i maj 1924 arbetade 22 personer med att dra vatten och gasledningar till Egna Hem  och andra personer stensatte torget östra salutorget och ytterligare delar av stadens kommunala arbetare reparerade skador uppkomna på gator av stora vattenläckor under vintern. 1912 hade Carl Nilsson motionerat i stadsfullmäktige i Kristianstad om en utredning av bättre avrinning av Helgåns vatten genom Hammarsjön. Ture Hagelthorn hade utrett frågan och konstaterade att överstelöjtnant Fredrik Enbloms förslag skull kosta 876 000 kr. Drätselkammaren yrkade avslag grundat på de höga kostnaderna. Fullmäktige beslöt lägga skrivelsen till handlingarna 1924. 1932 byggdes Långebro över Helge å om. Han upprättade också en stadskarta över Kristianstad 1933.